# Bruno Predel
Bruno Predel (* 19. August 1928 in Łódź; † 20. Januar 2007 in Stuttgart) war ein deutscher Chemiker und Lehrstuhlinhaber.

## Wirken
Nach dem Studium der Chemie und anschließender Promotion an der Westfälischen Wilhelms-Universität in Münster war er von 1956 bis 1958 als wissenschaftlicher Mitarbeiter am Institut für physikalische Chemie tätig. Als Assistent am gleichen Institut arbeitete er von 1958 bis 1959.
Am Institut für Materialforschung wurde er von 1959 bis 1964 an der Westfälischen Wilhelms-Universität beschäftigt. Im Jahre 1963 erfolgte die Habilitation Venia Legendi für die Physik der Metallurgie und die Berufung zum Privatdozenten. Zum wissenschaftlichen Rat und Professor wurde er 1967 ernannt.
Im Jahre 1969 erfolgte die Ernennung zum außerplanmäßigen Professor, um dann 1970 zum ordentlichen Professor und Dekan ernannt zu werden. Eine Berufung an die Universität Stuttgart für eine Professur für Physikalische Metallurgie nahm er 1973 an. Damit wurde er auch wissenschaftliches Mitglied am Max-Planck-Institut für Metallforschung, dem er bis zu seiner Emeritierung im Jahre 1996 angehörte.
Im Jahre 1987 wurde er Direktor am MPI für Metallforschung. An der Universität Stuttgart betreute er das Dekanat der Fakultät Chemie. Er gehörte verschiedenen Akademien als korrespondierendes Mitglied an.
Seine wissenschaftliche Tätigkeit lag im Schwerpunkt der Metallkunde. Die Hauptgebiete seiner Forschungsarbeiten betrafen Problemstellungen der Thermodynamik bei der Bildung von Legierungen. Insbesondere widmete er sich der Darstellung vom Phasengleichgewicht bei heterogenen binären Legierungen.
Sein Wirken schlug sich in anerkannten Veröffentlichungen in Büchern und Fachzeitschriften nieder und fand weltweite Anerkennung. Auf dem Gebiet der Metallurgie und Metallforschung haben seine Arbeiten zu bestimmten wegweisenden Erkenntnissen beigetragen.

## Auszeichnungen
- Hume-Rothery Award 1997

## Werke und Schriften (Auswahl)
- Thermodynamische Grundlagen und Daten zur Lithium-Entfernung aus Hutten-Aluminium, mit F. Sommer und J.J. Lee; Deutsche Gesellschaft für Materialkunde, Oberursel
- Thermodynamische Untersuchung der Systeme Kalzium-Strontium, Kalzium-Barium und Strontium-Barium, mit Ferdinand Sommer, in: Zeitschrift für Physik B Condensed Matter, Volume 17, Number 4 / December, 1974, p. 249–265 doi:10.1007/978-3-662-39595-0_18
- Experimentelle Untersuchungen zur Thermodynamik der Legierungsbildung, Opladen 1976, ISBN 3531025589
- Heterogene Gleichgewichte: Grundlagen und Anwendungen, 1982, ISBN 3798505950
- Pure component A + classically ideal solution (B + C +)= ? mit Zhi-Chang Wang, in: Journal of the Chemical Society, Faraday Transactions., 1990, 86, 3641 – 3646 (Kurzfassung)
- Phase Equilibria, Crystallographic and Thermodynamic Data of Binary Alloys, Berlin 1998, ISBN 3540617124
- Phase Diagrams and Heterogeneous Equilibria: A Practical Introduction (Engineering Materials and Processes), mit Michael Hoch, Monte Pool, 2004, ISBN 3540140115
- Phase Equilibria, Crystallographic and Thermodynamic Data of Binary Alloys, Berlin

## Referenzen
- Walter Habel, Wer ist wer?, Lübeck 1970
- Anzeigen in der FAZ vom 25. Januar 2007

| Personendaten    | Personendaten      |
| ---------------- | ------------------ |
| NAME             | Predel, Bruno      |
| KURZBESCHREIBUNG | deutscher Chemiker |
| GEBURTSDATUM     | 19. August 1928    |
| GEBURTSORT       | Łódź, Polen        |
| STERBEDATUM      | 20. Januar 2007    |
| STERBEORT        | Stuttgart          |